# Javier Marías
Javier Marías [xaˈβjeɾ maˈɾi.as] (n. 20 septembrie 1951, Madrid, Noua Castilie⁠(d), Spania – d. 11 septembrie 2022, Madrid, Spania) a fost un scriitor și traducător spaniol.

## Biografie
Javier Marías Franco a fost fiul filosofului Julián Marías Aguilera. Și-a petrecut o parte din copilărie în Statele Unite ale Americii împreună cu familia refugiată. A studiat filosofie și litere la Universitatea Complutense Madrid și a devenit unul dintre cei mai importanți scriitori spanioli contemporani. La vârsta de 17 ani a fugit la Paris, unde a scris al doilea roman, Domeniul lupului, publicat în 1971. Cărțile sale s-au tradus și s-au vândut în peste cinci milioane de exemplare.
A mai publicat: Monarhul timpului (1978)
A fost recunoscut și premiat ca traducător, având în portofoliu nume ca Thomas Hardy, Joseph Conrad, William Faulkner sau Vladimir Nabokov. Obține premii importante ca Prix Femina Étranger, Premio Rómulo Gallegos și Premio Fastenrath, acordat de Real Academia Espanola de la Lengua pentru Mâine în bătălie să te gândești la mine (1994), Premiul Salambó pentru Febră și lance (2003). În anul 1997 primește Premiul Nelly Sachs, iar în 2000 Premiul Grinzane Cavour pentru întreaga sa operă.